# Rîșcani
Rîșcani è una città della Moldavia, capoluogo del distretto omonimo; conta 12.117 abitanti al censimento del 2004, dei quali 11.104 risiedono nella località principale e costituiscono la popolazione urbana della città.

## Località
Il comune è formato dall'insieme delle seguenti località (popolazione 2004):
- Rîșcani (11.104 abitanti) Ryschanowka (Rîșcani), fondato nel 1865 da coloni tedeschi. leggi anche (Horst Köhler)
- Balanul Nou (422 abitanti)
- Rămăzan (591 abitanti)